# Luis Artime
Luis Artime (Palmira, Mendoza, 2 de diciembre de 1938) es un exfutbolista argentino que jugó de delantero.
Fue uno de los más destacados delanteros sudamericanos durante los años sesenta e inicios de la década de 1970, destacandose en equipos como River Plate, Independiente, Nacional y Palmeiras.
Consagrado cuatro veces como máximo goleador de la Primera División de Argentina, y en tres oportunidades del Campeonato Uruguayo, fue más notablemente figura del Club Nacional de Football campeón de América y del mundo en 1971, siendo el máximo goleador del torneo continental.
Integró la selección argentina que alcanzó los cuartos de final en el Mundial de Inglaterra 1966, anotando tres goles en cuatro partidos. Asimismo, fue el goleador del Campeonato Sudamericano de 1967, terminando subcampeón.
Goleador empedernido, poseía una intuición excepcional para ubicarse dentro del área en el lugar preciso para con un toque corto o de cabeza convertir el gol.

## Trayectoria

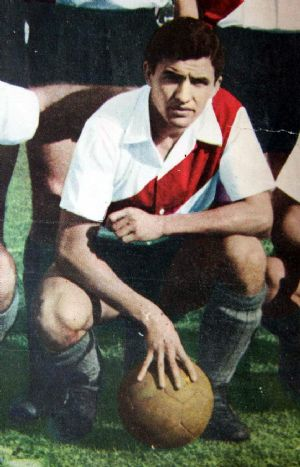
Artime, en la época que jugaba para River Plate.

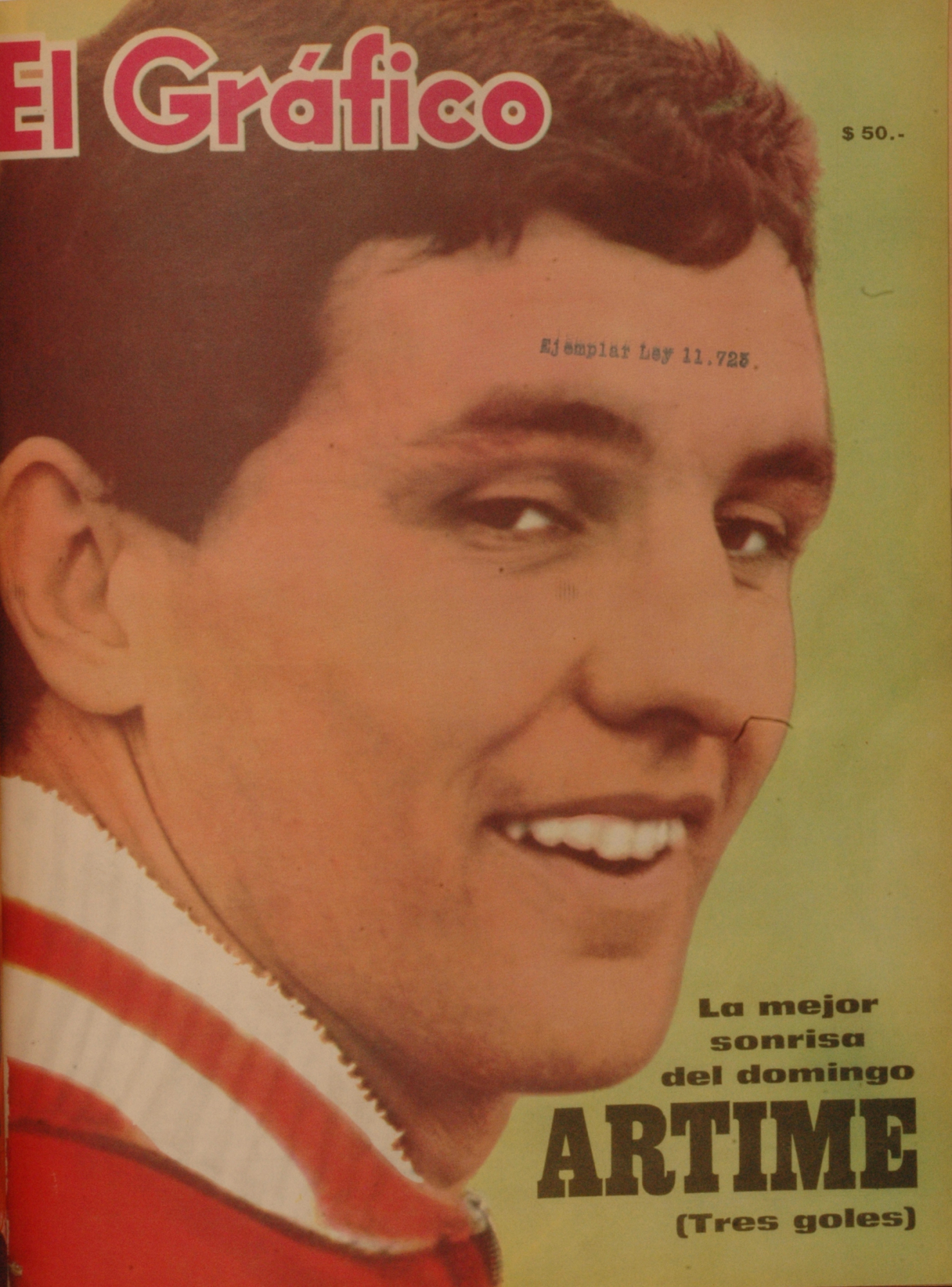
Artime en 1966 en Independiente.

Se inició en Independiente de Junín, de la provincia de Buenos Aires.
En 1958 pasó a Atlanta, donde debutó en primera división. Allí se produjo su lanzamiento y su explosión como delantero goleador. Formó un gran equipo junto a Errea, Gatti, Clariá, Griguol, Bettinotti, Gonzalito, Guenzatti, y otros buenos jugadores que forman parte de la historia de Atlanta
En 1962 fue vendido a River Plate, donde fue goleador en 1962 y 1963.
En 1966 es transferido a Independiente, donde salió campeón en 1967. En el Independiente estuvo formando una legendaria delantera junto a Raúl Emilio Bernao, Raúl Armando Savoy, Héctor Yazalde y Aníbal Tarabini. Una verdadera aplanadora que ostenta el segundo mayor porcentaje de efectividad en la historia del profesionalismo argentino con el 86,67% de los puntos. Jugó 15, ganó 12, empató 2 y apenas perdió un encuentro, frente a San Lorenzo. Fue máximo goleador del Campeonato argentino en dos ocasiones con la camiseta de CA Independiente, en 1966 con 23 goles y en el Metropolitano de 1967 con 11 tantos.
Inició su carrera en el exterior en 1969 en el club brasileño Palmeiras, donde ayudó a ganar el cuarto título brasileño del club y salió con 49 goles en 57 partidas disputadas. En ese mismo año llegó a Nacional, de Uruguay, donde ganó muchos títulos y dejó un grato recuerdo. Se consagró tricampeón del campeonato uruguayo (1969, 1970 y 1971), convirtiéndose en el goleador de esos tres torneos anotando 24, 21 y 16 goles respectivamente. También en Nacional ganó la Copa Libertadores (1971), la Copa Intercontinental (1971) y la Copa Interamericana (1972).
En 1972 jugó en Fluminense de Brasil.
Finalmente en 1973 regresó a Nacional, donde culminó su carrera como futbolista en el año 1974, Fue el máximo goleador de los últimos 30 años en este equipo al convertir 158 goles en 5 temporadas.

## Selección nacional
Fue internacional con la Selección Argentina. en donde jugó 25 partidos y convirtió 24 goles, logrando uno de los máximos promedios de efectividad de todos los tiempos: 0.96, casi un gol por partido. En la cantidad de tantos, es el octavo más alto en la selección de su país. 
Participó de la Copa Mundial de 1966, donde Argentina llegó a cuartos de final. En dicha cita fue unos de los mejores de Argentina, anotando tres goles: dos en la gran victoria frente a España por dos tantos a uno, y otro en el triunfo frente a los suizos por 2-0. En 1967 participó de la Copa América, resultando el goleador de Argentina, con cinco tantos.

### Participaciones en Copas del Mundo
| Edición                        | Sede       | Resultado        | PJ | Goles |
| ------------------------------ | ---------- | ---------------- | -- | ----- |
| Copa Mundial de Fútbol de 1966 | Inglaterra | Cuartos de final | 4  | 3     |

## Estadísticas
| C. A. Atlanta Argentina |               |               |     |     |   |    |    |    |    |     |     |      |      |
| 1.ª | 1958          | —             | —   | 1   | 2 | —  | —  | —  | —  | 1   | 2   | 2,00 |      |
| 1.ª | 1959          | 14            | 10  | —   | — | —  | —  | —  | —  | 14  | 10  | 0,71 |      |
| 1.ª | 1960          | 23            | 16  | —   | — | —  | —  | —  | —  | 23  | 16  | 0,70 |      |
| 1.ª | 1961          | 30            | 25  | —   | — | —  | —  | —  | —  | 30  | 25  | 0,83 |      |
| Total club | Total club    | 67            | 51  | 1   | 2 | 0  | 0  | 0  | 0  | 68  | 53  | 0,78 |      |
| C. A. River Plate Argentina |               |               |     |     |   |    |    |    |    |     |     |      |      |
| 1.ª | 1962          | 26            | 25  | —   | — | —  | —  | —  | —  | 26  | 25  | 0,96 |      |
| 1.ª | 1963          | 23            | 24  | —   | — | —  | —  | —  | —  | 23  | 24  | 1,04 |      |
| 1.ª | 1964          | 24            | 15  | —   | — | —  | —  | —  | —  | 24  | 15  | 0,63 |      |
| 1.ª | 1965          | 7             | 4   | —   | — | —  | —  | —  | —  | 7   | 4   | 0,57 |      |
| Total club | Total club    | 80            | 68  | 0   | 0 | 0  | 0  | 0  | 0  | 80  | 68  | 0,85 |      |
| C. A. Independiente Argentina |               |               |     |     |   |    |    |    |    |     |     |      |      |
| 1.ª | 1966          | 30            | 23  | —   | — | 3  | 1  | —  | —  | 33  | 24  | 0,73 |      |
| 1.ª | 1967          | 34            | 21  | —   | — | —  | —  | —  | —  | 34  | 21  | 0,62 |      |
| 1.ª | 1968          | 8             | 1   | —   | — | 11 | 7  | —  | —  | 19  | 8   | 0,42 |      |
| Total club | Total club    | 72            | 45  | 0   | 0 | 14 | 8  | 0  | 0  | 86  | 53  | 0,62 |      |
| S. E. Palmeiras · Brasil |               |               |     |     |   |    |    |    |    |     |     |      |      |
| 1.ª | 1968          | 16            | 11  | —   | — | —  | —  | —  | —  | 16  | 11  | 0,69 |      |
| 1.ª | 1969          | —             | —   | —   | — | —  | —  | 23 | 19 | 23  | 19  | 0,83 |      |
| Total club | Total club    | 16            | 11  | 0   | 0 | 0  | 0  | 23 | 19 | 39  | 30  | 0,77 |      |
| C. Nacional · Uruguay |               |               |     |     |   |    |    |    |    |     |     |      |      |
| 1.ª | 1969          | 23            | 24  | —   | — | —  | —  | —  | —  | 23  | 24  | 1,04 |      |
| 1.ª | 1970          | 21            | 21  | —   | — | 9  | 4  | —  | —  | 30  | 25  | 0,83 |      |
| 1.ª | 1971          | 17            | 16  | —   | — | 14 | 13 | —  | —  | 31  | 29  | 0,94 |      |
| 1.ª | 1972          | —             | —   | —   | — | 4  | 5  | —  | —  | 4   | 5   | 1,25 |      |
| 1.ª | 1973          | 19            | 12  | —   | — | —  | —  | —  | —  | 19  | 12  | 0,63 |      |
| 1.ª | 1974          | —             | —   | —   | — | 2  | 1  | —  | —  | 2   | 1   | 0,50 |      |
| Total club | Total club    | 80            | 73  | 0   | 0 | 29 | 23 | 0  | 0  | 109 | 96  | 0,88 |      |
| Fluminense F. C. · Brasil |               |               |     |     |   |    |    |    |    |     |     |      |      |
| 1.ª | 1972          | 19            | 7   | —   | — | —  | —  | —  | —  | 19  | 7   | 0,37 |      |
| Total carrera | Total carrera | Total carrera | 334 | 255 | 1 | 2  | 43 | 31 | 23 | 19  | 401 | 307  | 0,77 |
| (1) Incluye datos de la Copa Suecia.(2) Incluye datos de la Copa Libertadores y la Copa Intercontinental. (3) Media de goles por encuentro. No incluye goles en partidos amistosos. |               |               |     |     |   |    |    |    |    |     |     |      |      |

### Resumen estadístico
|                              | Partidos | Goles | Promedio |
| ---------------------------- | -------- | ----- | -------- |
| Primera División             | 334      | 255   | 0,76     |
| Torneos Estaduales           | 23       | 19    | 0,83     |
| Copas nacionales (*)         | 1        | 2     | 2,00     |
| Copas internacionales (**)   | 43       | 31    | 0,72     |
| Selección de Argentina (***) | 25       | 24    | 0,96     |
| TOTAL                        | 426      | 331   | 0,78     |

- (*) Datos oficiales de RSSSF
- (**) Datos de livefutbol
- (***) Datos oficiales de RSSSF

## Palmarés

### Campeonatos nacionales
| Título              | Equipo        | País      | Año  |
| ------------------- | ------------- | --------- | ---- |
| Primera División    | Independiente | Argentina | 1967 |
| Campeonato Uruguayo | Nacional      | Uruguay   | 1969 |
| Serie A             | Palmeiras     | Brasil    | 1969 |
| Campeonato Uruguayo | Nacional      | Uruguay   | 1970 |
| Campeonato Uruguayo | Nacional      | Uruguay   | 1971 |
| Campeonato Uruguayo | Nacional      | Uruguay   | 1972 |
| Torneo Olímpico     | Nacional      | Uruguay   | 1974 |

### Copas nacionales
| Título      | Equipo  | País      | Año  |
| ----------- | ------- | --------- | ---- |
| Copa Suecia | Atlanta | Argentina | 1958 |

### Copas internacionales
| Título                | Equipo   | Sede       | Año  |
| --------------------- | -------- | ---------- | ---- |
| Copa Libertadores     | Nacional | Lima       | 1971 |
| Copa Intercontinental | Nacional | Montevideo | 1971 |
| Copa Interamericana   | Nacional | Montevideo | 1972 |

### Otros Títulos
| Título                                  | Equipo        | País      | Año  |
| --------------------------------------- | ------------- | --------- | ---- |
| Cuadrangular de Bogotá                  | River Plate   | Argentina | 1964 |
| Copa iberoamérica                       | River Plate   | Argentina | 1964 |
| Copa San Martín                         | River Plate   | Argentina | 1965 |
| Copa Feria de Cali-Colombia             | River Plate   | Argentina | 1965 |
| Trofeo Montilla Moriles-España          | Independiente | Argentina | 1967 |
| Trofeo Festa D´Elx-España               | Independiente | Argentina | 1967 |
| Copa Internacional Ciudad de Montevideo | Nacional      | Uruguay   | 1970 |
| Triangular Internacional                | Nacional      | Uruguay   | 1970 |
| Trofeo Cuadrangular de México           | Nacional      | Uruguay   | 1971 |
| Copa Internacional Ciudad de La Plata   | Nacional      | Uruguay   | 1971 |
| Torneo Ciudad de Montevideo             | Nacional      | Uruguay   | 1973 |
| Torneo Colombes                         | Nacional      | Uruguay   | 1974 |

### Distinciones individuales
| Distinción                                          | Equipo              | Año    |
| --------------------------------------------------- | ------------------- | ------ |
| Máximo goleador de la Primera División de Argentina | River Plate         | 1962   |
| Máximo goleador de la Primera División de Argentina | River Plate         | 1963   |
| Máximo goleador de la Primera División de Argentina | Independiente       | 1966   |
| Máximo goleador de la Copa América                  | Selección argentina | 1967   |
| Máximo goleador de la Primera División de Argentina | Independiente       | N-1967 |
| Máximo goleador del Campeonato Uruguayo             | Nacional            | 1969   |
| Máximo goleador del Campeonato Uruguayo             | Nacional            | 1970   |
| Máximo goleador de la Copa Libertadores             | Nacional            | 1971   |
| Máximo goleador del Campeonato Uruguayo             | Nacional            | 1971   |